# Salvatore La Barbera
Salvatore La Barbera (Palermo, 20 aprile 1922 – Palermo, 17 gennaio 1963) è stato un mafioso italiano, membro di Cosa nostra.

## Biografia
Insieme al fratello Angelo La Barbera ha comandato la famiglia mafiosa di Palermo Centro.
Salvatore La Barbera è stato un membro della prima Commissione di Cosa nostra, istituita nel 1957, come capo del mandamento di Palermo Centro, che comprendeva le famiglie di Borgo Vecchio, Porta Nuova e Palermo Centro.
Venne assassinato da Salvatore Greco e dal suo associato Cesare Manzella nel 1963, all'inizio della prima guerra di mafia, vittima della lupara bianca; venne ritrovata soltanto la sua automobile incendiata ma il corpo invece non fu più ritrovato.